# BNS Durjoy (2013)
BNS Durjoy là tàu chiến lớp Durjoy, tàu tuần tra bán tàng hình (LPC)  của Hải quân Bangladesh. Tàu là con tàu đầu tiên của lớp. Tàu phục vụ Hải quân Bangladesh từ năm 2013.

## Phục vụ
BNS Durjoy đã được đóng bởi Nhà máy đóng tàu Vũ Hán của Trung Quốc vào ngày 26 tháng 8 năm 2012. Cô ấy đã tới Bangladesh vào tháng 2 năm 2013. Vào ngày 29 tháng 8 năm 2013, cô ấy được ủy thác trong Hải quân Bangladesh như BNS Durjoy.
Con tàu tham gia Hợp tác Phát triển và Tiếp nhận Mặt nước (CARAT), một cuộc tập trận song phương hàng năm với Hải quân Hoa Kỳ vào năm 2015.

## Thiết kế
BNS Durjoy có chiều dài 64,2 mét (211 ft), rộng 9 mét (30 ft) và độ mớn nước 4 mét (13 ft), tải trọng 648 tấn. Con tàu có Bulbous bow cho thấy nó rất ổn định ở các nước biển nặng. Nó có tốc độ và phạm vi để hỗ trợ nhiệm vụ lâu dài. LPC được cung cấp bởi ba SEMT Pielstick diesels lái xe ba ốc vít cho một tốc độ hàng đầu 28 hải lý trên giờ (52 km/h; 32 mph). Phạm vi hoạt động của con tàu là 2.500 hải lý (4.600 km; 2.900 mi) và 15 ngày. Nó có một lời khen của 60 đội. Con tàu này có thể thực hiện các nhiệm vụ tuần tra ở các phạm vi về 2.500 hải lý (4.600 km; 2.900 mi) cũng như thực hiện các hoạt động hạn hẹp Chiến tranh chống tàu ngầm.

## Thiết bị điện tử
Cảm biến chính của con tàu là một Type 360 (SR60) Tìm kiếm bề mặt, radar băng tần E / F. Nó mang radar kiểm soát hỏa lực "MR-123-02 / 76" của Nga cho nòng 76,2mm H/PJ-26 và 2 đải I-band Type 347G Radar (Rice Bowl) cho pháo 20mm. Để kiểm soát hỏa hoạn các tên lửa C-704, con tàu này sử dụng Type 352 (Square Tie) I-band radar có thể được sử dụng như radar tìm kiếm trên mặt đất. Con tàu có một  sonar ESS-3 gắn kết sonar  với một phạm vi hiệu quả về Bản mẫu:Chuyển đổi cho phát hiện dưới nước. Một hệ thống quản lý chiến đấu JRCSS (CMS) với ít nhất 3 máy đa chức năng cũng được trang bị trên tàu.

## Vũ khí
LPC được trang bị một máy 76,2mm H/PJ-26 súng hải quân và bốn C-704 tên lửa đất đối đất (SSM) gắn phía sau. Bên cạnh đó, nó có hai Oerlikon 20 mm cannon gắn giữa hai tàu có thể được sử dụng cho vai trò chống máy bay. Đối với vai trò của ASW, nó có hai đầu phóng tên lửa ASDS 6 ống EDS-25A 250mm và các bệ phóng phóng tia.